# Bradley Gregg
Bradley Gregg (Los Angeles, 8 novembre 1966) è un attore statunitense.

## Biografia
La sua prima apparizione sul grande schermo è nel film Explorers (1985), ma ottiene il suo primo ruolo di rilievo nel film drammatico  Stand by Me - Ricordo di un'estate (1986), tratto dal racconto di Stephen King Il corpo, in cui interpreta il ruolo di Caramello (in originale Eyeball) Chambers, il fratello maggiore di Chris Chambers, interpretato da River Phoenix. Nel 1987 recita nel film horror Nightmare 3 - I guerrieri del sogno nel ruolo di Phillip Anderson. Nel 1989 ha una piccola parte in Indiana Jones e l'ultima crociata, sempre al fianco di Phoenix e sempre con un ruolo di secondo piano rispetto al più famoso collega. L'anno dopo è nel cast di Roba da matti (1990), dove interpreta Jonathan, il nipote di Kirstie Alley, uno dei tanti ospiti invadenti del film. Ottiene quindi il ruolo di Cody Culp, protagonista nel film d'azione/fantascienza Classe 1999 (1990). Il suo film più recente è Redemption Day (2021). 
Sul piccolo schermo recita nella miniserie tv Colomba solitaria, nella parte dell'immigrato irlandese Sean O'Brien. Partecipa inoltre alla breve serie The Marshall Chronicles e al film televisivo O Pioneers! (1992) con Jessica Lange. 
Debutta come regista con il documentario 14 Days in America, di cui è anche produttore, e partecipa ad altre serie televisive come I miei due papà, La famiglia Hogan, Ai confini della realtà, Jarod il camaleonte, E.R. - Medici in prima linea, e The Bronx Zoo.

## Vita privata
Vive nel deserto dell'Arizona scrivendo, producendo e dirigendo per la sua casa produttrice, la Eventide Fields. È sposato con Dawn dal 1987, e hanno 5 figli: Zion, McAbe, Braverijah, Galilee e Jemima.

## Filmografia

### Attore

#### Cinema
- Explorers, regia di Joe Dante (1985)
- Stand by Me - Ricordo di un'estate (Stand by Me), regia di Rob Reiner (1986)
- Nightmare 3 - I guerrieri del sogno (A Nightmare on Elm Street 3: Dream Warriors), regia di Chuck Russell (1987)
- Indiana Jones e l'ultima crociata (Indiana Jones and the Last Crusade), regia di Steven Spielberg (1989)
- Roba da matti (Madhouse), regia di Tom Ropelewski (1990)
- Classe 1999 (Class of 1999), regia di Mark L. Lester (1990)
- La leggenda del re pescatore (The Fisher King), regia di Terry Gilliam (1991)
- Nell'occhio del ciclone (Eye of the Storm), regia di Yuri Zeltser (1991)
- Bagliori nel buio (Fire in the Sky), regia di Robert Lieberman (1993)
- The Foot Shooting Party, regia di Annette Haywood-Carter – cortometraggio (1994)
- George B., regia di Eric Lea (1997)
- Nightwatch - Il guardiano di notte (Nightwatch), regia di Ole Bornedal (1997)
- Vicious Circle, regia di Scott Farrell (1997)
- How to Become Famous, regia di Ed Sweet (1999)
- Whiplash, regia di Douglas S. Younglove (2002)
- Remnant, regia di Dawn Gregg, Dawn A. Gregg e Shari Rigby – cortometraggio (2012)
- Murder of Crowe, regia di Kelli Clark e Cammy Ylo - cortometraggio (2015)
- Life of Death, regia di Jeff Caparula e Kim Smither – cortometraggio (2015)
- Boonville Redemption, regia di Don Schroeder (2016)
- Dark Hours: Roxana, regia di Sarah Scarlett Downing, Joshua Friedman, Carolina Matamoros, Bianca Poletti, Albert Soratorio e Stefania Vasconcellos (2017)
- Detained, regia di Hajar Alnaim – cortometraggio (2017)
- Der Lindenbaum, regia di Arkesh Ajay – cortometraggio (2018)
- Welcome to Acapulco, regia di Guillermo Iván (2019)
- Redemption Day, regia di Hicham Hajji (2021)
- The Man from Nowhere, regia di Matt Green (2021)

### Televisione
- It's Your Move – serie TV, episodi 1x02 (1984)
- Trapper John (Trapper John, M.D.) – serie TV, episodi 6x13 (1985)
- Call to Glory – serie TV, episodi 1x20-1x21 (1985)
- Ai confini della realtà (The Twilight Zone) – serie TV, episodi 1x19 (1986)
- Genitori in blue jeans (Growing Pains) – serie TV, episodi 1x20 (1986)
- La famiglia Hogan (Valerie) – serie TV, episodi 2x02 (1986)
- Shattered If Your Kid's on Drugs, regia di Nathaniel Burr Smidt – film TV (1986)
- Il mio amico Ricky (Silver Spoons) – serie TV, 5 episodi (1986-1987)
- The Bronx Zoo – serie TV, episodi 1x4 (1987)
- I quattro della scuola di polizia (21 Jump Street) – serie TV, episodi 1x12 (1987)
- CBS Summer Playhouse – serie TV, episodi 1x06 (1987)
- I miei due papà (My Two Dads) – serie TV, 4 episodi (1987-1989)
- La sera del ballo (Dance 'Til Dawn), regia di Paul Schneider – film TV (1988)
- Colomba solitaria (Lonesome Dove) – serie TV, episodi 1x01-1x02 (1989)
- The Marshall Chronicles – serie TV, 6 episodi (1990)
- Alexandra - Una donna e la sua terra (O Pioneers!), regia di Glenn Jordan – film TV (1992)
- Jarod il camaleonte (The Pretender) – serie TV, episodi 1x18 (1997)
- E.R. - Medici in prima linea (ER) – serie TV, episodi 6x18 (2000)
- The Flowers – serie TV, 5 episodi (2020)

## Doppiatori italiani
Nelle versioni in italiano delle opere in cui ha recitato, Bradley Gregg è stato doppiato da:
- Giorgio Borghetti in Stand by Me - Ricordo di un'estate
- Vittorio De Angelis in Nightmare 3 - I guerrieri del sogno
- Vittorio Stagni in Indiana Jones e l'ultima crociata
- Alberto Caneva in Roba da matti
- Alessandro Quarta in Classe 1999
- Fabrizio Manfredi in Nell'occhio del ciclone
- Fabrizio Mazzotta in Bagliori nel buio
- Francesco Bulckaen in Jarod il camaleonte
- Claudio Beccari in Classe 1999 (ridoppiaggio)